# Julie Mintz
Julie Mintz (* 15. února 1978) je americká zpěvačka, kytaristka, hráčka na klávesové nástroje a herečka. Narodila se v texaském městě Corpus Christi do rodiny chirurga a učitelky. Od pěti let studovala hru na klavír. Rovněž zpívala ve sboru. V roce 2000 dostala roli ve filmu Krokodýl. Později hrála i v dalších filmech. Je dlouholetou spolupracovnicí hudebníka Mobyho. Ten rovněž produkoval její první EP The Thin Veil (2015). V říjnu 2018 vydala svou první dlouhohrající desku Abandon All Hope of Fruition.